# Smed
En smed er en håndværker der i nuværende betydning arbejder i metal. Det kan være inden for mange områder. De mest almindelige er i dag bygningssmed, montagesmed, landbrugssmed, service og reparation.
På landet kalder man også ofte sin vvs-mand for "smeden" – og de har da også i nogen udstrækning den samme uddannelse. Blandt andre typer af smede kan nævnes beslagsmed (der laver og påsætter hestesko), grovsmed – der laver ting i jern som f.eks. havelåger eller stakitter – sølvsmed, guldsmed, kobbersmed og klejnsmed. Det kan også være en låsesmed.
I dag er smedevirksomheder meget moderne forretninger, der i høj grad bruger den nyeste teknologi. Maskinerne er cnc-styrede ('Computerstyret Numerisk Kontrolleret') og værktøjer og produktion er avanceret. Virksomhederne fremstiller alt fra nogle af Danmarks fineste landbrugsmaskiner til bygningselementer i stål, over procesudstyr og maskiner til fødevareindustrien, tanke og meget mere. De fleste danske smedevirksomheder er medlem af organisationen DS Håndværk & Industri, som i gamle dage hed Dansk Smedemesterforening.
Tidligere havde hver landsby sin egen lokale smed og smedje indtil 1950'erne, hvor hesten blev udskiftet med traktoren og med andre moderne landbrugsmaskiner. Hesten skulle – som den vigtige trækkraft den var – skoes regelmæssigt, så alene her havde smeden nok at gøre. Hertil kom datidens landbrugsmaskiner, der også krævede ild og kraft i form af esse og ambolt.
Går man endnu længere tilbage i tiden, kunne en smed også trække tænder ud og foretage åreladning.
På latin genfindes ordet som faber, der bl.a. danner grundlag for ordet fabrik, og fra græsk har man ordet Daidalos, på latin Daedalus, der oprindelig betød kunstner eller håndværker; se høvl, afsnittet Historie.
Tidligere havde man andre ord, der dækkede et bredere spektrum af håndværk: træsmed, stævnsmed, ølsmed, skosmed osv., ord der stort set i dag er skiftet ud med træhåndværker, brygger, skomager og lignende, i dag kaldes træsmede eksempelvis snedker, tømrer, bødker, karetmager, pianosnedker, ligkistesnedker, bådebygger, orgelbygger m.fl.

## Ekstern henvisning
- Træsmedens Håndværktøj Arkiveret 16. september 2008 hos  Wayback Machine

- Wikimedia Commons har flere filer relateret til Smed